# Озаричі (Конотопський район)
Оза́ричі — село в Україні, у Попівській сільській громаді Конотопського району Сумської області. Населення становить 149 осіб. До 2020 орган місцевого самоврядування — Присеймівська сільська рада.

## Географія
Село Озаричі знаходиться на правому березі річки Сейм, нижче за течією на відстані 5,5 км розташоване село Мельня. На відстані 1,5 км розташоване село Нове. Річка в цьому місці звивиста, утворює лимани, стариці і заболочені озера.

## Назва
Назва села відразу вказує на зв'язок із озерами та річкою Сейм. Після великих повеней навесні навколо поселення розливалися численні озера, а коли вода спадала, залишалися невеликі озерця повні риби, великі луки, де паслася худоба і косили сіно. Ці місця називали «озерища».
За іншою версією, село одержало назву в XVI столітті, коли перший поселенець — литовський шляхтич з дивним прізвищем Озарич — переселився сюди зі своїми людьми.
Ще за однією версчією в Озаричах проживали нащадки якогось Назара – Назаричі, Азаричі, Озаричі.

## Історія
В добу неоліту на території села існувало велике поселення, яке дало назву лисогубівській археологічній культурі.
Можна припустити, що заснування села Озаричі припадає на кінець XIV — початок XV століть. Озаричі утворилися із хат мірошників, які жили довкола водяних млинів, котрі спрадавна будувалися по рукавах Сейму.
З часом село збільшувалося, особливого розвитку набуло млинарство — друга половина XVII століття. З усіх навколишніх сіл везли зерно на озарицькі млини.
Перше ж документальне повідомлення про село Озаричі позначено на географічній мапі французького інженера Г. де Боплана, який перебував на службі у польського короля Сигізмунда III. Цю мапу Г. де Боплан виготовив у середині XVII століття.
Друга згадка про Озаричі знаходиться в книзі відомого нашого історика і земляка О. М. Лазаревського «Описание Старой Малороссии» (том 2, с 225—226), у якій він пише, що, відповідно до актів, Озаричі відомі з 1656 року, коли гетьман Б. Хмельницький утвердив це село за Крупицьким монастирем. Озарицькі озера були вигідними угіддями, багатими на рибу та дичину. Тому їх залюбки скуповувала старшина Так, за купчою від 26 вересня 1719 року Демко Рев'яченко, житель озарицький, продав частину свого озера Ноздрихи Конотопському сотнику Андрію Лизогубу за вісім кіп. Свої озера тому ж сотнику продали Федір Остапенко, Микола Онищенко та інші. Крім озер, в Озаричах купували й хати. Так, із «Описания Старой Малороссии» видно, що дві хати там купив Григорій Костенецький.
Попри те, що Богдан Хмельницький своїм універсалом у 1656 році закріпив ці землі за Крупицьким (Батуринським) монастирем, село залишалося козацьким і входило до складу Конотопської сотні Ніжинського полку.
Протягом 1900—1904 років у селі була збудована церква Такої красивої церкви, як стверджують старожили, не було навіть у Конотопі. Вся позолота в церкві була виконана на кошти діда Михайла, якого в народі називали Онилищуком. Для цього він продав своє господарство і сім десятин землі, а сам доживав у сторожці при церкві. Та не збереглася ця церква до наших днів: була зруйнована у 1937 році
У 1914 році в Озаричах був збудований перший паровий млин на кошти сім'ї Савоченків
На початку червня 1917 року селяни села Озаричі під впливом революційних подій захопили і розділили між собою землі Крупицького монастиря.
Село постраждало внаслідок геноциду українського народу, проведеного окупаційним урядом СССР 1923-1933 та 1946-1947 роках.
Політика укрупнення сіл відбилася і на мешканцях Озаричів. Після закриття в 1976 році школи, Озаричі поступово занепали. Люди виїжджали до інших сіл і міст.
Нині біля Озаричів створюється гідрологічний заказник.

## Цікаво
У 1989 р. на церковному майдані Озаричів знімали фільм «Конотопська відьма». Усіх запідозрених у чаклунстві жінок Конотопської сотні топили, за сценарієм, неподалік на озері біля Сейму. Було відзнято 300 метрів (25 хвилин) кіноплівки з мальовничою красою Озаричів.